# Jani Kovačič
Janko (Jani) Kovačič, slovenski glasbenik, kantavtor, literat, filozof, pedagog * 23. junij 1953, Ljubljana.
Jani Kovačič se glasbeno udejstvuje od leta 1976, ko je imel prvi javni nastop na Filozofski fakulteti v Ljubljani. Svoj prvi LP album Ulica talcev je posnel spomladi 1980. Album je izšel pri založbi RTV Ljubljana, sneman pa je bil v studiju Radia Študent in v živo na nastopih v Ljubljani in na Jesenicah. Na albumu je sodelovala zanimiva ekipa in sicer od tedaj že znanih glasbenikov (Lado Jakša, saksofon), kot še tedaj neznanih (Jonas Žnidaršič, bas kitara, Matevž Smerkol, kontrabas, Vanja Simić, violina), do prijateljev (Matjaž Šinkovec za klavirjem). Producent albuma je bil Marko Brecelj. Najbolj znane skladbe z albuma so: »Hokaido«, »Škoflca«, »Žare Lepotec« in »Otroci samohranilk«.
Ena njegovih najbolj znanih skladb je »Delam«. Deloval je tudi kot koncertni urednik v Cankarjevem domu v Ljubljani. Njegova glasba je slogovno različna, preizkušal se je tudi z rapom in kot prevajalec ter interpret skladb Toma Waitsa. Leta 1990 je nameraval izdati album z naslovom Neonski angeli, a nobena založba ni hotela izdati tovrstne eksperimentalne glasbe. Do danes album ostaja neizdan.
Kovačič je sicer večino kariere deloval kot profesor filozofije na Gimnaziji Bežigrad v Ljubljani. Leta 2023 se je upokojil kot učitelj. V zadnjem času se je angažiral kot nastopajoči na protestih proti vladi Janeza Janše (2020–2022).
Bil je podpornik kandidatur Zorana Jankovića za župana Ljubljane, pa tudi na ustanovitvenem kongresu stranke Pozitivna Slovenija.
Jani Kovačič je sin pisatelja Lojzeta Kovačiča, poročen pa je z Mileno Milevo Blažić.

## Diskografija

### Albumi
Studijski albumi
- Ulica talcev (1980)
- Žare Lepotec v Andih (1981)
- Ljudje (1984)
- Jebent (1987)
- Asfaltni otroci (1991)
- Povabilo na bluz (1998)
- Carmina profana (1999)
- Disko Karamazovi (2001)
- Balade s ceste 1 (2002)
- Balade s ceste 2 (2003)
- Vošč in kolede (2008)
- Silikonski časi (2016)
- Besne pesmi (2017, s skupino Ana Pupedan)

Kompilacijski albumi
- Tretje uho (1995)

## Poezija
- Jazz (1989)
- Tretje oko: kratka zgodovina Slovencev 1977-1993 v songih (1994)

## Drame
- Pliskovke (revija Dialogi)
- Princesa na zrnu graha (2004)

## Proza
- Poklic mladost: postpank spevoigra (2007)
- Knjiga (2009)

## Razno
- s svojimi songi je nastopal v predstavi ljubljanskega Mladinskega gledališča Ujetniki svobode (1982/83)
- Neskončnost: uvod v razmišljanje o neskončnosti za mlade radovedneže (1998, 2002)
- Helenska etika: antična etika od začetka do konca (2005)
- Nekaj o igri in teoriji iger: izbor (2007)